# 君をのせて (井上あずみの曲)
「君をのせて」（きみをのせて）は、井上杏美（現：井上あずみ）の歌。
1986年に映画『天空の城ラピュタ』主題歌として発表され、同映画のサウンドトラックに収録された。1988年3月25日に徳間ジャパンコミュニケーションズよりシングルが発売された。シングルの2曲目に収録されている「合唱 君をのせて」は、杉並児童合唱団により歌われた。

## 楽曲
『天空の城ラピュタ』のエンディングテーマとして制作された（当時の芸名は井上杏美）。当時はサウンドトラックの1曲という扱いで、シングルカットされたのは劇場公開から約1年半後のことである。2015年11月25日に発売されたアルバム『スタジオジブリの歌 -増補盤-』に、ハイレゾ音源化されて収録されている。
プロデューサーの高畑勲が作品と有機的に結びついた主題歌が必要と提案し、宮崎駿に作詞を、久石譲にイメージアルバムの楽曲『シータとパズー』にサビの追加とアレンジの変更を依頼し、宮崎のメモを高畑と久石がメロディに当てはまるよう歌詞を整理・補作し制作された。
フェイス・ワンダワークスが2015年（平成27年）に発表したGIGAエンタメロディで15年間で最も多くダウンロードされた着信メロディを集計した「着信メロディ15年間ランキング」において4位にランクインされた。

## 収録シングル
全曲、作詞：宮崎駿 / 作曲・編曲：久石譲
1988年版（8cmCDシングル）
1. 君をのせて
2. 合唱 君をのせて

2000年版（8cmCDシングル）
1. 君をのせて
2. 合唱 君をのせて（杉並児童合唱団）
3. 君をのせて（カラオケ）

2004年版（マキシシングル）
内容は2000年版に同じ

## 使用
- Jリーグ・湘南ベルマーレのサポーターが応援歌で使用している[4]。
- 『秘密のケンミンSHOW』のコーナー「辞令は突然に…石川編前編…」で2011年3月3日に使用された。
- 韓国プロ野球・サムスン・ライオンズに復帰後のイ・スンヨプの応援歌として使われている。

## カバー
| リリース日     | アーティスト                                        | 収録CD等                                                                          | 詳細                                 |
| -------------- | --------------------------------------------------- | --------------------------------------------------------------------------------- | ------------------------------------ |
| 1988年3月25日  | 杉並児童合唱団                                      | 君をのせて                                                                        | 「合唱 君をのせて」として            |
| 1991年5月25日  | 西六郷少年少女合唱団                                | 君をのせて                                                                        |                                      |
| 2001年2月21日  | 土居裕子                                            | テレビこどものうた〜慎吾ママのおはロック〜                                        |                                      |
| 2001年11月22日 | 河井英里                                            | animage アニマージュ                                                              |                                      |
| 2002年9月26日  | 石井竜也                                            | 君をつれて                                                                        |                                      |
| 2004年7月21日  | 土屋玲子                                            | 二胡の世界〜ヘッドライト・テールライト/君をのせて〜                               |                                      |
| 2004年12月15日 | キヨシ小林                                          | ウクレレ・ジブリ                                                                  |                                      |
| 2005年3月24日  | 久木田薫                                            | ジブリ・ザ・クラシックス                                                          |                                      |
| 2006年4月19日  | Fran                                                | スタジオジブリ名曲集〜君をのせて〜                                                |                                      |
| 2006年8月2日   | アニメタル                                          | DECADE OF BRAVEHEARTS                                                             |                                      |
| 2006年8月18日  | 渡辺かおり                                          | ジブリといっしょ                                                                  |                                      |
| 2008年2月20日  | world's end girlfriend featuring 湯川潮音           | キラキラジブリ                                                                    | 「ナウシカ・レクイエム」とのメドレー |
| 2008年4月30日  | Oki                                                 | ピコ萌え!Future8bitシリーズ1〜リアルアイドルアニメソングス〜                      |                                      |
| 2008年6月18日  | 神山純一J PROJECT                                   | ほーら泣きやんだ!こどもとみたい映画編〜サウンド・オブ・ミュージック・虹の彼方に〜 |                                      |
| 2008年7月16日  | romi                                                | あのうた                                                                          |                                      |
| 2008年7月23日  | おもたにせいじ スラック・キー・ギター・アンサンブル | スタジオジブリ作品集〜スラック・キー・ギターで聴くスタジオジブリの世界            |                                      |
| 2008年9月2日   | Lia                                                 | new moon                                                                          |                                      |
| 2008年9月25日  | 並木のり子                                          | たのしいテレビこどものうた〜崖の上のポニョ〜                                      |                                      |
| 2008年9月26日  | ひまわりキッズ                                      | キッズソング☆ヒットパラダイス まんまるスマイル・崖の上のポニョ                    |                                      |
| 2008年10月21日 | ミュンヘンソーセージオールスターズ                  | ジャパンク・ロック Vol.2                                                          |                                      |
| 2008年11月26日 | DAISHI DANCE feat. 麻衣                             | the ジブリ set                                                                    |                                      |
| 2008年12月17日 | AUN J-クラシックオーケストラ                        | 和楽器でジブリ!!                                                                  |                                      |
| 2009年2月4日   | YURiE                                               | EXIT TRANCE PRESENTS R-25 SPEED アニメトランス BEST3〜ジブリ・エディション〜      |                                      |
| 2009年8月26日  | EIZO JAPAN                                          | EIZO JAPAN 1/EIZO JAPAN                                                           |                                      |
| 2009年8月26日  | 島本須美                                            | 島本須美 sings ジブリ                                                             |                                      |
| 2010年3月24日  | 透水さらさ                                          | Tribute to STUDIO GHIBLI 宝塚娘役がうたうスタジオジブリのうた                     |                                      |
| 2010年6月23日  | 高橋洋子                                            | 20th century Boys & Girls 〜20世紀少年少女〜                                      |                                      |
| 2010年7月21日  | メイヤ                                              | アニメイヤ〜ジブリ・ソングス                                                      | 英語歌詞                             |
| 2010年7月28日  | 新井大樹 feat.sayurina                              | ハイテンションジブリ                                                              |                                      |
| 2010年8月25日  | ならゆりあ                                          | ジブリだいすき                                                                    |                                      |
| 2011年4月13日  | Imaginary Flying Machines                           | Princess Ghibli                                                                   |                                      |
| 2011年6月29日  | スコット・マーフィー                                | Guilty Pleasures ANIMATION                                                        |                                      |
| 2013年11月20日 | 二階堂和美                                          | ジブリと私とかぐや姫/二階堂和美                                                   |                                      |
| 2014年6月11日  | Machico                                             | COLORS                                                                            |                                      |
| 2016年3月23日  | 桐原アイ（新田恵海）                                | ストーリーアルバム「明日は少し笑ってみよう」                                      |                                      |
| 2016年3月23日  | ELISA                                               | ANICHRO                                                                           |                                      |
| 2016年12月21日 | 堀優衣                                              | テレビ東京系「THEカラオケ★バトル」BEST ALBUM                                      |                                      |
| 2020年12月9日  | Wakana                                              | Wakana Covers ～Anime Classics～                                                  |                                      |
| 2023年3月7日   | 菅原進 (ビリーバンバン)                             | YouTube/ニコニコ動画「ビリーバンバン菅原進チャンネル」                            |                                      |
| 2023年11月1日  | 家入レオ                                            | トリビュートアルバム『ジブリをうたう』                                            |                                      |

## 「君をつれて」
発表から16年間が経った2002年、ラピュタのDVD化に伴い、「君をのせて」の続編「君をつれて」が作られた。曲は「君をのせて」と同じであるが、歌詞はあれから16年が経ったパズーの視点で書かれている。石井竜也が歌い、シングルCDとして発売されている。カップリングは石井がオリジナル歌詞で歌った「君をのせて」が収録されている。